# Lennetal

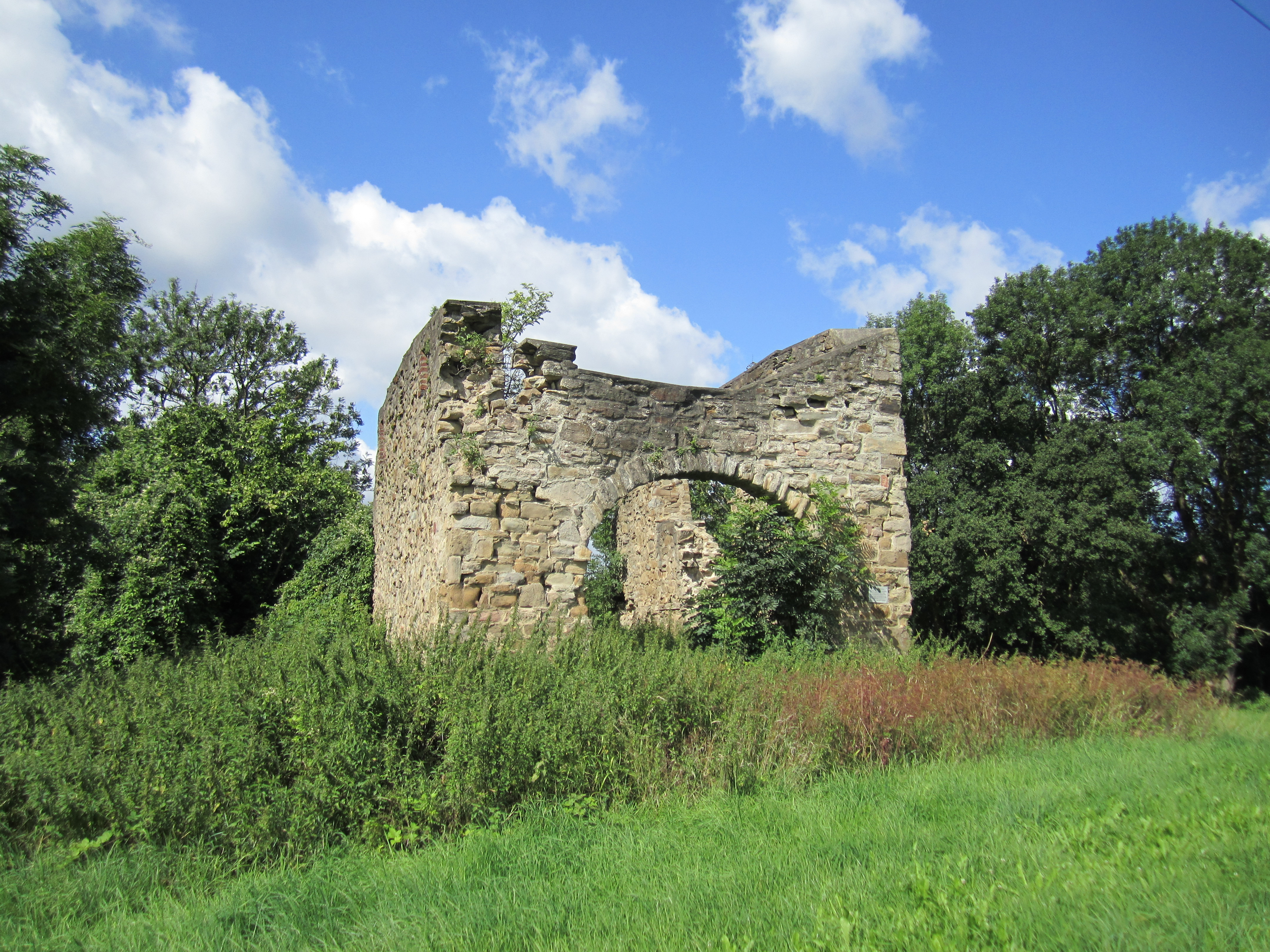
Ruine Haus Berchum

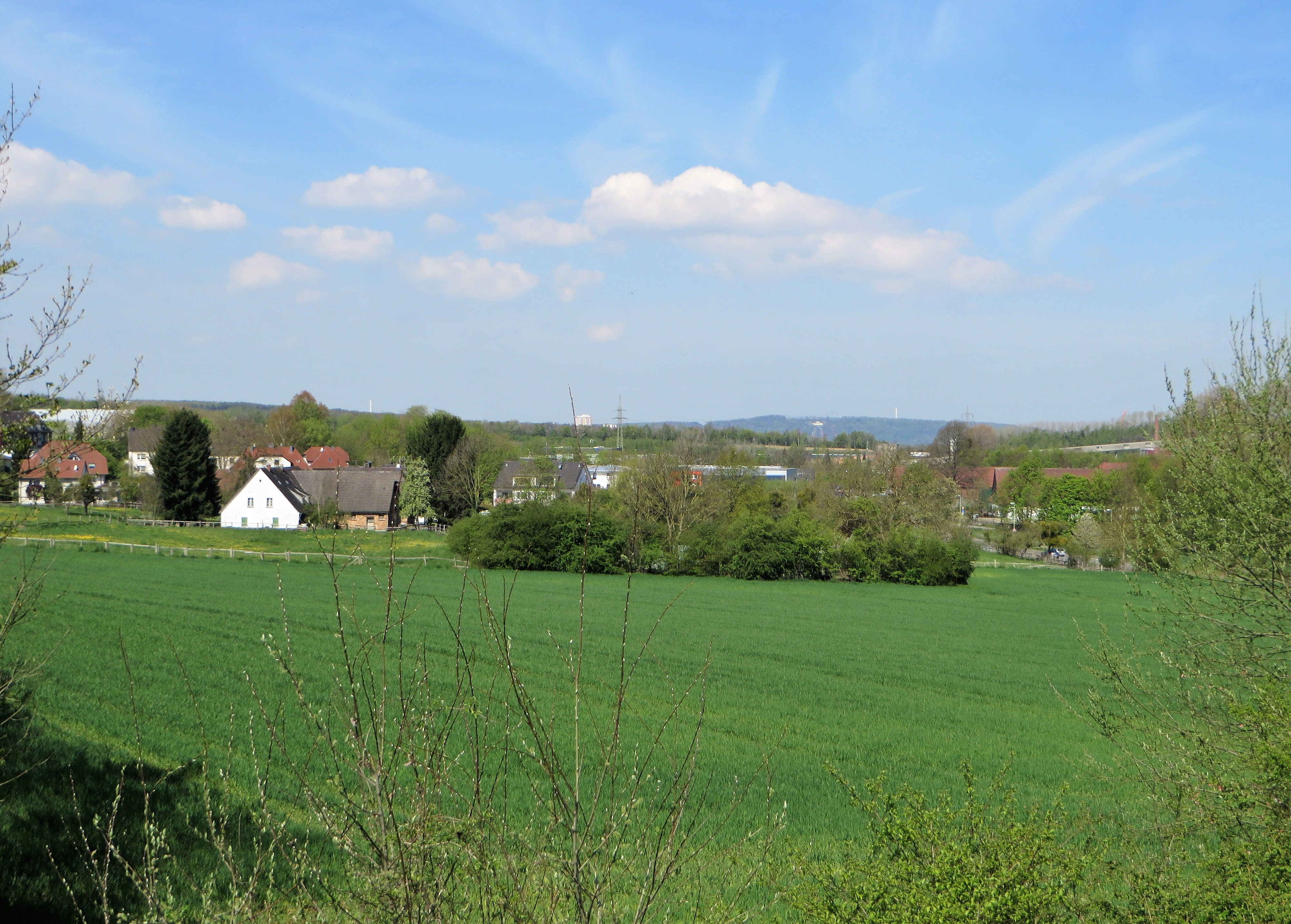
Blick auf Herbeck

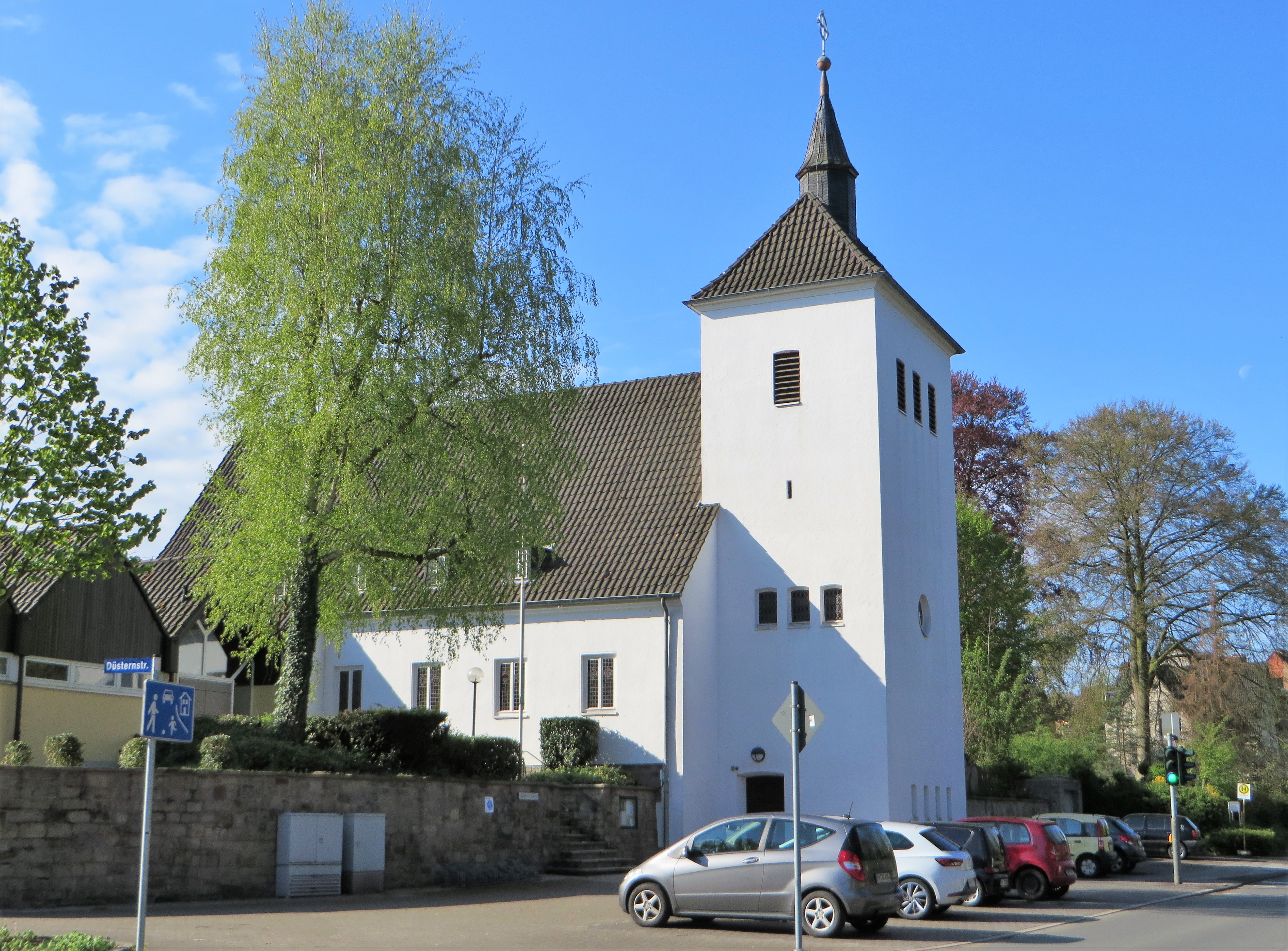
Friedenskirche in Halden

Lennetal ist ein Stadtteil der kreisfreien Großstadt Hagen in Nordrhein-Westfalen, welcher 1975 im Rahmen der kommunalen Neugliederung entstanden ist. Im Jahr 2024 hatte der Ortsteil Lennetal 5.006 Einwohner.

## Ortsteile

### Berchum
Berchum war im Mittelalter und in der frühen Neuzeit eine Bauerschaft im gleichnamigen Kirchspiel. Die Herren von Berchum (auch: Berchem) werden im 13. Jahrhundert zum ersten Mal urkundlich erwähnt. Ihre kleine Burganlage befindet sich als Ruine am Rand des heutigen Ortsteils.
Die Grundherrschaft Berchum hatte schon gegen Ende des Mittelalters keine größere Bedeutung mehr, und im Dreißigjährigen Krieg wurde das Anwesen völlig zerstört.
Bevor Berchum am 1. Januar 1975 ein Stadtteil von Hagen wurde, war der Ort eine Gemeinde im Amt Ergste im Kreis Iserlohn.

### Herbeck
In Herbeck (ursprünglich auch „Heyrbecke“ oder „Heiderbecke“) standen ursprünglich zwei adelige Höfe. Oberste Herbeck ging durch Erbgang in der 2. Hälfte des 17. Jahrhunderts in den Besitz der Familie von Hövel über, und das ehemalige Gut Niederste Herbeck wurde 1745 von Ferdinand Freiherr von Hövel aufgekauft. Nach der Zusammenlegung von Oberste und Niederste Herbeck war der Rittersitz einer der größten und mächtigsten Adelshöfe im unteren Lennetal, mit Fischereirecht an der Lenne, Jagdgerechtigkeit in der Bauernschaft Herbeck, und Fährgerechtigkeit an der Herbecker Lennefähre. Von den rund 1.400 preußischen Morgen (knapp 360 Hektar) Gesamtfläche der Gemeinde Herbeck im Jahr 1825 besaß Freiherr von Hövel rund 840 Morgen, also nahezu zwei Drittel.

### Halden
Halden, in älterer Form auch „Haldene“ genannt, scheint sich im späten Mittelalter zu einem Haufendorf mit etwa zehn Höfen entwickelt zu haben,  und zu Beginn des 13. Jahrhunderts tritt neben mehreren Klein- und Unterhöfen der Schultenhof als Haupthof des Dorfes hervor, der zum ersten Mal im Herdecker Lehnsregister von 1229 genannt wird. Andere wichtige Höfe in den nachfolgenden Jahrhunderten waren der Wehberg-Hof, der Rhynhof, Kumbruchs Hof und der Beckmann'sche Hof.

## Industrialisierung
Im Gegensatz zu den Tälern von Volme und Ennepe, in denen die Wasserkraft schon im 16. Jahrhundert für eine Vielzahl von Schmieden und Hämmern genutzt wurde, wurde das untere Lennetal kurz vor der Mündung in die Ruhr industriell fast kaum genutzt. Gründe hierfür mögen die Weite der Talaue, das geringen Wassergefälle und die jährlichen Hochwässer der Lenne gewesen sein; erst Ende der 1950er Jahre kam es im Zusammenhang mit dem Bau der Autobahn auf Hagener Gebiet erstmals zum Bau von Deichen entlang des Flusses.
Der wirtschaftliche Strukturwandel der Region zwang Rat und Verwaltung der Stadt Hagen, durch geeignete Maßnahmen die gewachsene Gewerbestruktur zukunftsorientiert weiterzuentwickeln, Arbeitsplätze zu sichern und neue Arbeitsplätze zu schaffen. Gestützt auf die Untersuchungen der Städtebaugutachter Jansen, Seifert 1956 und Henn 1961 wurde im Jahr 1971 damit begonnen, die Grundlagen für den Ausbau eines umfangreichen Industrie- und Gewerbeansiedlung im unteren Lennetal zu schaffen. Am 29. Oktober 1971 stimmten Vertreter der gemeinden Hohenlimburg, Berchum und Hagen der Planungskonzeption für eine Erschließung des Lennetales zu, und seit den Eingemeindungen von 1975 ist die Stadt Hagen für die Verwirklichung des Ausbaus der „Lenneschiene“ allein verantwortlich. Auf 460 Hektar entstand im Entwicklungsbereich Unteres Lennetal/Halden ein Industrie- und Gewerbepark, und 1.600 Hektar im Schnittpunkt der Autobahnen A1, A45 und A46 wurden durch Straße und Schiene erschlossen.

## Bevölkerung
Die Einwohnerzahl des Ortsteils „Lennetal“ ist im zurückliegenden Jahrzehnt rückläufig:
| Jahr | Gesamt | Berchum | Halden/Herbeck |
| ---- | ------ | ------- | -------------- |
| 2005 | 5 573  | 1 669   | 3 904          |
| 2007 | 5 511  | 1 681   | 3 830          |
| 2009 | 5 436  | 1 658   | 3 778          |
| 2011 | 5 264  | 1 642   | 3 622          |
| 2013 | 5 097  | 1 606   | 3 491          |
| 2015 | 5 058  | 1 621   | 3 437          |

Am 31. Dezember 2024 lebten 5.006 Einwohner in Lennetal.
Strukturdaten der Bevölkerung in Lennetal (2024):
- Bevölkerungsanteil der unter 20-Jährigen: 15,9 % (Hagener Durchschnitt: 20,5 %)[5]
- Bevölkerungsanteil der mindestens 60-Jährigen: 38,3 % (Hagener Durchschnitt: 29,0 %)[6]
- Ausländeranteil: 6,1 % (Hagener Durchschnitt: 24,3 %)[7]